# ACE High

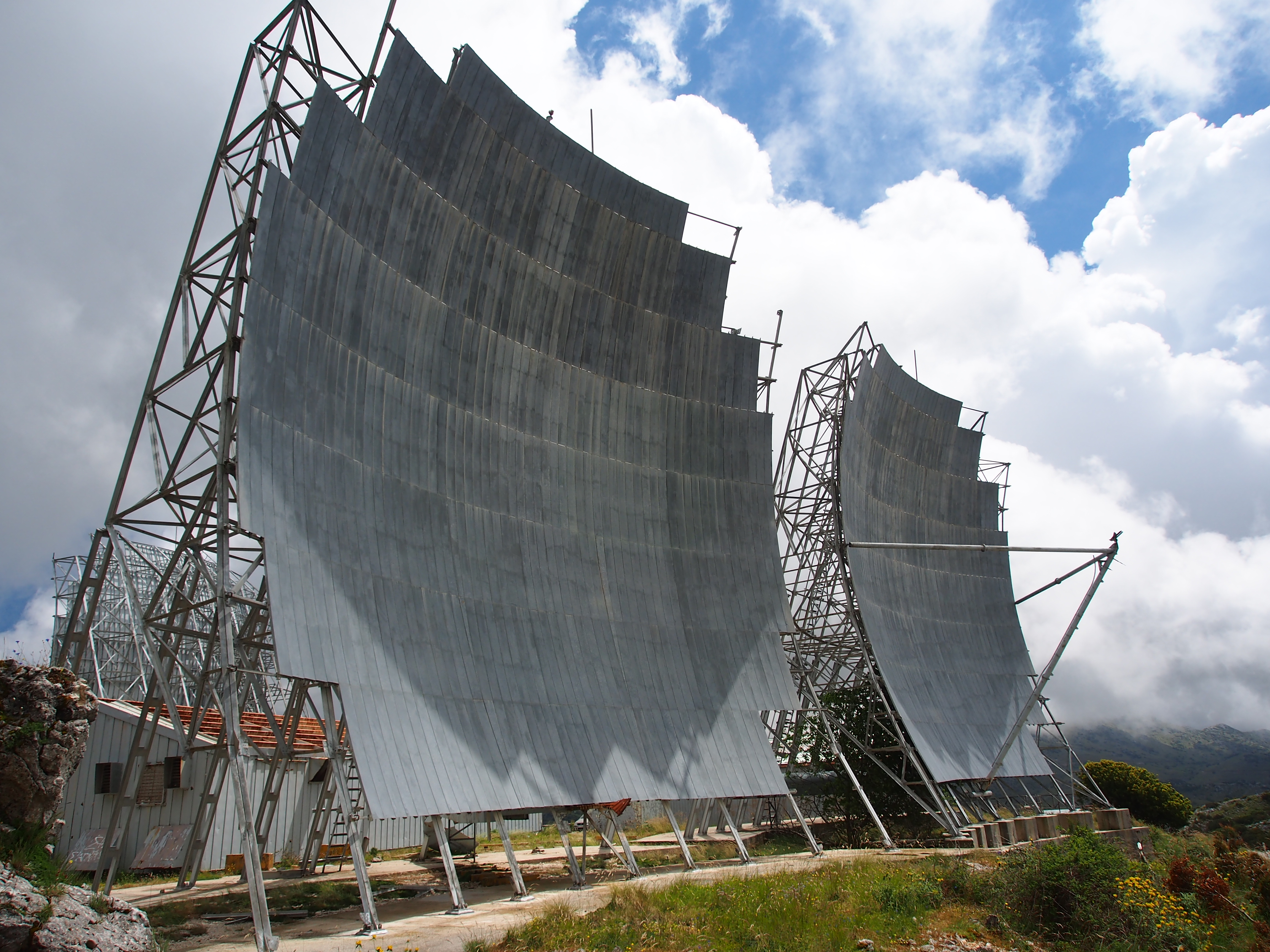
Troposcatter-Funkstelle auf Lefkada

Das System ACE High (Allied Command Europe High) war ein Troposcatter-Kommunikationssystem der NATO im Kalten Krieg.

## Funktion
Ausgangspunkt des weltweiten Überwachungs- und Langstrecken-Kommunikationssystems war das in den USA installierte WACS (White Alice Communications System). Dieses System wurde 1956 installiert und verlief von den USA aus führend über Kanada und Alaska und verband sich dort mit der DEW-Line (Distant Early Warning Line). Diese Verbindung führte als das NARS (North Atlantic Radio System) weiter nach Grönland.
Dieses war mit dem in Europa installierten Langstrecken-Kommunikations-System, dem ACE-High-System – „Allied Command Europe Tropospheric Forward Scatter Communication System“, verbunden. Dieses somit global operierende Kommunikations- und Überwachungssystem führte im Norden von Europa von den Färöern (Station 43 – Sandfelli – Übergabepunkt der NARS-Linie) ausgehend mit der sogenannte Normal-Route (Backbone-Route) nördlich durch Dänemark und Norwegen bis an die sowjetische Grenze sowie südlich durch England, Belgien und Deutschland nach Italien. Von dort führte es über Griechenland bis in die Türkei weiter, wo das ACE-High-System ebenfalls an der Grenze der Sowjetunion und des Warschauer Paktes endete. Dieses vom Militär kontrollierte Kommunikationssystem mit einem damals sehr hohen technischen und einheitlichen Standard (Abhörsicherheit und Verschlüsselung der Informationen) stand somit den Streitkräften der NATO zur Verfügung, um die wichtigsten operativen Zentren und die Radar-Außenposten untereinander zu verbinden, welche verstreut in den verschiedenen europäischen NATO-Ländern installiert waren. Dabei wurden die mit Parabolantennen gerichteten UHF-Aussendungen hoher Leistung an der Troposphäre zur Erde zurückgestreut (Troposcatter), wodurch hohe Reichweiten erzielt werden konnten. Der Vorteil von ACE High war, dass solche Verbindungen auch dann noch funktionierten, wenn Kurzwellen-Verbindungen nach dem Einsatz von Kernwaffen beeinträchtigt wären. Das System wurde für die obere Führungsebene verwendet. ACE bedeutete „Allied Command Europe“.

## ACE-High-Stationen
Bezeichnung und Standorte der Stationen: NATO-Codierung vor dem Jahr 1959 in Klammern und nach dem Jahr 1971 in Fettschrift.
| NATO-Kommando | Land                   | NATO-Codierung                           | NATO-Codierung                               | Position                                          | Höhe          | Kategorie | Transmitter Ausstattung                 |
| NATO-Kommando | Land                   | nach 1971                                | vor 1959                                     | Position                                          | Höhe          | Kategorie | Transmitter Ausstattung                 |
| ------------- | ---------------------- | ---------------------------------------- | -------------------------------------------- | ------------------------------------------------- | ------------- | --------- | --------------------------------------- |
| AFNORTH       | Norwegen               | NSEZ - Senja                             | NC – Senja                                   | 69° 19′ 44,1″ N, 17° 29′ 49,5″ O                  | 178 moh.      | unbekannt | 1S + 1R (Scatter Line + Radio Line)     |
| AFNORTH       | Norwegen               | NHGZ – Hoggumpen                         | nca – Høggumpen                              | 69° 4′ 41,3″ N, 18° 0′ 16,5″ O                    | 502 moh.      | unbekannt | 1R (Radio Line)                         |
| AFNORTH       | Norwegen               | NKLZ – Bodo                              | ND – Bodø                                    | 67° 10′ 23,3″ N, 15° 1′ 24,4″ O                   | 801 moh.      | I         | 2S + 1R(Scatter Line + Radio Line)      |
| AFNORTH       | Norwegen               | NVAZ – Kletkov                           | nda – Bodø Tail – Kletkov                    | unbekannt                                         | unbekannt     | unbekannt | 1R (Radio Line)                         |
| AFNORTH       | Norwegen               | NMOZ – Mosjoen                           | NE – Mosjøen                                 | 65° 52′ 41,9″ N, 13° 18′ 11,5″ O                  | 627 moh.      | I         | 2S (Scatter Line)                       |
| AFNORTH       | Norwegen               | NSBZ – Trondheim                         | NF – Trondheim                               | 63° 18′ 41″ N, 10° 56′ 17,8″ O                    | 677 moh.      | I         | 2S + 1R (Scatter + Radio Line)          |
| AFNORTH       | Norwegen               |                                          | nfa – Trondheim Tail – Graakallen            | 63° 25′ 15,3″ N, 10° 15′ 6,6″ O                   | 543 moh.      | unbekannt | 1R (Radio Line)                         |
| AFNORTH       | Norwegen               | NSOZ – Oslo                              | NG – Oslo AAA                                | 60° 3′ 34,2″ N, 11° 16′ 9,1″ O                    | 246 moh.      | I         | 2S + 1R (Scatter Line + Radio Line)     |
| AFNORTH       | Norwegen               | NSVZ – Svartas                           | NGX – Oslo YYY – Svartas                     | 59° 46′ 48,4″ N, 11° 0′ 13,6″ O                   | 475 moh.      | unbekannt | 3R (Radio Line)                         |
| AFNORTH       | Norwegen               | NKOZ – Kolsås                            | nga - Oslo Tail 01 - Kolsås                  | unbekannt                                         | unbekannt     | unbekannt | 1R (Radio Line)                         |
| AFNORTH       | Norwegen               | NVEZ – Maakeroy                          | ngb – Oslo Tail 02 – Maakeroy                | 69° 9′ 22,4″ N, 10° 26′ 19″ O                     | 14 moh.       | unbekannt | 1R (Radio Line)                         |
| AFNORTH       | Norwegen               | NSMZ – Kristiansand                      | NH – Kristiansand – Stormyrheia              | 58° 27′ 19,1″ N, 8° 27′ 43,4″ O                   | 326 moh.      | I         | 3S (Scatter Line)                       |
| AFNORTH       | Norwegen               | NLYZ – Sola                              | NJ – Sola – Lysanuf                          | 59° 31′ 40,5″ N, 5° 54′ 12,3″ O                   | 792 moh.      | I         | 2S (Scatter Line)                       |
| AFNORTH       | Dänemark               | DTOZ – Kollemorten                       | DA – Karup – Torphøj                         | 55° 52′ 29″ N, 9° 21′ 1″ O                        | 135 m.o.h.    | I         | 2S + 1R (Scatter Line + Radio Line)     |
| AFNORTH       | Dänemark               | DLUZ - Lundebakke                        | daa – Karup Tail – Lundbakke                 | 56° 13′ 49″ N, 9° 9′ 48,6″ O                      | 68 m.o.h.     | 1b        | 1R (Radio Line)                         |
| ROCCHAN       | Vereinigtes Königreich |                                          | EAA – Foroes – Sandfelli 2                   | 62° 4′ 9,6″ N, 6° 58′ 6,1″ W                      | 713 m ASL     | III       | unbekannt                               |
| ROCCHAN       | Vereinigtes Königreich | UMSZ – Mossy Hill                        | EA – Shetlands – Mossy Hill                  | 59° 57′ 4,7″ N, 1° 18′ 4″ W                       | 157 m ASL     | II        | 3S + 1R (Scatter Line + Radio Line)     |
| ROCCHAN       | Vereinigtes Königreich | UCOZ – (Collafirth Hill)                 | eab – Shetlands Tail Relay – Collafirth Hill | 60° 32′ 0,8″ N, 1° 23′ 28,3″ W                    | 239 m ASL     | unbekannt | 2R (Radio Line)                         |
| ROCCHAN       | Vereinigtes Königreich |                                          | eac – Shetlands Tail – Saxa Vord             | 60° 49′ 37,2″ N, 0° 50′ 22,6″ W                   | 229 m ASL     | unbekannt | 1R (Radio Line)                         |
| ROCCHAN       | Vereinigtes Königreich | UMOZ – Mormond Hill                      | EB – Aberdeen – Mormond Hill                 | 57° 36′ 11,2″ N, 2° 1′ 51,9″ O                    | 227 m ASL     | I         | 2S + 1R (Scatter Line + Radio Line)     |
| ROCCHAN       | Vereinigtes Königreich | USVZ – Long Haven Hill                   | eba – Aberdeen Tail – Long Haven Hill        | 57° 27′ 31,9″ N, 1° 48′ 46,1″ O                   | 97 m ASL      | Ia        | 1R (Radio Line)                         |
| ROCCHAN       | Vereinigtes Königreich | UBOZ – Brizlee Wood                      | EC – Boulmer – Brizlee Wood                  | 55° 25′ 5,5″ N, 1° 46′ 10,5″ O                    |               | I         | 2S (Scatter Line)                       |
| ROCCHAN       | Vereinigtes Königreich | UBIZ – Stenigot                          | ED – Binbrook – Stenigot                     | 53° 19′ 36,1″ N, 0° 6′ 57,4″ O                    | 153 m ASL     | I         | 2S (Scatter Line)                       |
| ROCCHAN       | Vereinigtes Königreich | UMAZ – Coldblow Lane                     | EE – London – Coldblow Lane                  | 51° 17′ 44,9″ N, 0° 36′ 51,5″ O                   | 194 m ASL     | I         | 2S + 1R (Scatter Line + Radio Line)     |
| ROCCHAN       | Vereinigtes Königreich |                                          | eeb – London Tail Relay – Woldinghom         | 51° 16′ 45,4″ N, 0° 0′ 47,5″ O                    | 267 m ASL     | Ib        | 2R (Radio Line)                         |
| ROCCHAN       | Vereinigtes Königreich |                                          | eea – London Tail – Hillingdon               | 51° 32′ 41,3″ N, 0° 27′ 49,2″ O                   | 45 m ASL      | unbekannt | 1R (Radio Line)                         |
| AFCENT        | Frankreich             | FFLZ – Paris North                       | FAN – Paris – Mont Florentin                 | 49° 20′ 27,6″ N, 2° 3′ 6,8″ O                     | 222 m         | I         | 2S + 2R (Scatter Line + Radio Line)     |
| AFCENT        | Frankreich             | FTAZ – Taverny                           |                                              | 49° 2′ 2,9″ N, 2° 13′ 45,9″ O                     | 178 m         | unbekannt | unbekannt                               |
| AFCENT        | Frankreich             |                                          | fac – Paris Tail (2) – Sant Germain          | 48° 54′ 44,7″ N, 2° 1′ 25,4″ O                    | 71 m          | Ia        | 2R (Radio Line)                         |
| AFCENT        | Frankreich             |                                          | fae – Paris Tail (2) – Extension (SHAPE)     | 48° 50′ 34,2″ N, 2° 6′ 14,3″ O                    | 178 m         | Ib        | 1R (Radio Line)                         |
| AFCENT        | Frankreich             | FEMZ – Emeville                          | fa – Relais Paris – Emeville                 | 49° 18′ 1,8″ N, 3° 0′ 41″ O                       | 247 m         | I         | 3R (Radio Line)                         |
| AFCENT        | Frankreich             |                                          | faa – Paris Tail (1) – Laffaux               | 49° 27′ 15,1″ N, 3° 24′ 57,4″ O                   | 143 m         | unbekannt | 1R (Radio Line)                         |
| AFCENT        | Frankreich             | FRBZ – Rozoy Bellevalle                  | fad – Relay Paris – Rozoy Bellevalle         | 48° 55′ 56,1″ N, 3° 28′ 24,6″ O                   | 219 m         | I         | 2R (Radio Line)                         |
| AFCENT        | Frankreich             | FAOZ – Paris South                       | FAS – Paris – Mont Aout                      | 48° 46′ 14,8″ N, 3° 53′ 25,3″ O                   | 216 m         | I         | 2S + 1R (Scatter Line + Radio Line)     |
| AFCENT        | Frankreich             | FROZ – Rohrbach                          | FAZ – Trier – Rohrbach                       | 49° 3′ 18,5″ N, 7° 14′ 40,7″ O                    | 376 m         | I         | 1S + 1R (Scatter Line + Radio Line)     |
| AFCENT        | Frankreich             | ABHZ – Kindsbach                         | fay – Trier Tail – Kindsbach                 | 49° 23′ 48,1″ N, 7° 35′ 38,3″ O                   | 458 m         | I         | 1R (Radio Line)                         |
| AFCENT        | Frankreich             | FLYZ – Lyon                              | FC – Lyon – Pierre sur Haute                 | 45° 39′ 11,5″ N, 3° 48′ 33,1″ O                   | 1632 m        | II        | 2S (Scatter Line)                       |
| AFCENT        | Frankreich             | FNIZ – Nice                              | FD – Nice – Signal de la Chens               | 43° 44′ 53,7″ N, 6° 39′ 44,8″ O                   | 1703 m        | I         | 2S (Scatter Line)                       |
| AFCENT        | Belgien                | BADZ – Adinkerke                         |                                              | 51° 5′ 0,7″ N, 2° 35′ 28,5″ O                     | 8 m O.P.      | unbekannt | 2S (Scatter Line)                       |
| AFCENT        | Belgien                | BCAZ – Casteau (SHAPE)                   |                                              | 50° 30′ 5,6″ N, 3° 58′ 15,7″ O                    | 87 m O.P.     | unbekannt | o.a                                     |
| AFCENT        | Belgien                | BCHZ – Chievres                          |                                              | 50° 35′ 4,6″ N, 3° 49′ 5,2″ O                     | 53 m O.P.     | unbekannt | 2S (Scatter Line)                       |
| AFCENT        | Belgien                | BFRZ – Baraque de Fraiture               |                                              | 50° 15′ 7,9″ N, 5° 43′ 56,1″ O                    | 654 m O.P.    | I         | 2S+2R (Scatter Line + Radio Line)       |
| AFCENT        | Deutschland            | ABHZ – Kindsbach                         |                                              | 49° 23′ 51,2″ N, 7° 35′ 41,2″ O                   | 458 m ü. NN   | I         | 3R (Radio Line)                         |
| AFCENT        | Deutschland            | AEMZ – Aurich                            | AA – Emden – Aurich                          | 53° 30′ 32″ N, 7° 26′ 34,8″ O                     | 10 m ü. NN    | I         | 2S (Scatter Line)                       |
| AFCENT        | Deutschland            | ALAZ – Lammersdorf                       | AB – Moenchengladbach – Roetgen              | 50° 39′ 57,6″ N, 6° 17′ 14,6″ O                   | 593 m ü. NN   | I         | 2S + 2R (Scatter + Radio Line)          |
| AFCENT        | Deutschland            | AHEZ – Hehn                              | abb – Moenchengladbach Tail (1) – Hehn       | 51° 10′ 51,4″ N, 6° 23′ 37,8″ O                   | 81 m ü. NN    | Ib        | 2R (Radio Line)                         |
| AFCENT        | Deutschland            |                                          | aba – Moenchengladbach Tail (2) – Millen     | 50° 45′ 57,9″ N, 5° 33′ 47,3″ O                   | 151 m ü. NN   | Ia        | 1R (Radio Line)                         |
| AFCENT        | Deutschland            | AUEZ – Uedem                             | abc – Uedem                                  | 51° 39′ 39,1″ N, 6° 16′ 59″ O                     | 47 m ü. NN    | unbekannt | 1R (Radio Line)                         |
| AFCENT        | Deutschland            | AFEZ – Feldberg                          | AC – Feldberg                                | 47° 52′ 23,1″ N, 8° 0′ 59,7″ O                    | 1458 m ü. NN  | I         | 1S + 1R (Scatter Line + Radio Line)     |
| AFSOUTH       | Italien                | IDGZ – Dosso dei Galli                   | IE – Dosso dei Galli                         | 45° 51′ 13,7″ N, 10° 22′ 32,3″ O                  | 2174 m s.l.m. | I         | 1S - 1R (1R)(Scatter Line + Radio Line) |
| AFSOUTH       | Italien                | IVTZ – Verona Tail (im West Star Bunker) |                                              | 45° 33′ 17,9″ N, 10° 45′ 46,8″ O                  | 334 m s.l.m.  | unbekannt | 1R (Radio Line)                         |
| AFSOUTH       | Italien                | IMXZ – Livorno                           | IA – Livorno – Monte Giogo                   | 44° 19′ 17,4″ N, 10° 7′ 30,9″ O                   | 1496 m s.l.m. | I         | 2S + 1R(Scatter Line + Radio Line)      |
| AFSOUTH       | Italien                | IMBZ - Cavriana                          | IAZ – Cavriana – Monte Bosco Sucro           | 45° 21′ 0,8″ N, 10° 37′ 1,5″ O                    | 189 m s.l.m.  | II        | 1S + 2R(Scatter Line + Radio Line)      |
| AFSOUTH       | Italien                |                                          | iaa – Verona Torre 4                         | 45° 27′ 11,4″ N, 11° 0′ 30,5″ O                   | 164 m s.l.m.  | unbekannt | 1R (Radio Line)                         |
| AFSOUTH       | Italien                | ICEZ - Lame Concordia                    | IAY – Lame – Cavanella                       | 45° 44′ 56″ N, 12° 52′ 8,7″ O                     | 224 m s.l.m.  | III       | 1S + 1R(Scatter Line + Radio Line)      |
| AFSOUTH       | Italien                | IAVZ – Aviano                            | iax – Aviano                                 | 46° 2′ 42,9″ N, 12° 36′ 23″ O                     | 130 m s.l.m.  | unbekannt | 1R (Radio Line)                         |
| AFSOUTH       | Italien                | ITLZ – Rome                              | IB – Rome – Tolfa                            | 42° 9′ 1,8″ N, 11° 54′ 32,7″ O                    | 621 m s.l.m.  | I         | 2S + 1R (Scatter Line + Radio Line)     |
| AFSOUTH       | Italien                | IMCZ – Monte Cavo                        | iba – Rome Tail – Monte Cavo                 | 41° 45′ 4,9″ N, 12° 42′ 31″ O                     | 930 m s.l.m.  | unbekannt | 1R (Radio Line)                         |
| AFSOUTH       | Italien                | IICZ – Neaples                           | IC – Neaples – Ischia – Punta Fetto          | 40° 35′ 50,9″ N, 13° 54′ 8,5″ O                   | 639 m s.l.m.  | I         | 2S + 2R (Scatter Line + Radio Line)     |
| AFSOUTH       | Italien                | IPEZ – Monte Petrino                     | ica – Neaples Tail – Monte Pecorara          | 41° 13′ 24,3″ N, 13° 57′ 57,8″ O                  | 335 m s.l.m.  | unbekannt | 1R (Radio Line)                         |
| AFSOUTH       | Italien                | IMNZ – Monte Nardello                    | icy – Monte Vergine                          | 40° 56′ 33,3″ N, 14° 43′ 7,3″ O                   | 1516 m s.l.m. | II        | 2R(Radio Line)                          |
| AFSOUTH       | Italien                | IVUZ – Monte Vulture                     | icz – Monte Vulture                          | 40° 57′ 3,1″ N, 15° 38′ 10,7″ O                   | 1301 m s.l.m. | II        | 3R(Radio Line)                          |
| AFSOUTH       | Italien                |                                          | icv – Monte Lacontenente                     | 41° 47′ 15,1″ N, 16° 2′ 51,1″ O                   | 822 m s.l.m.  | unbekannt | 1R(Radio Line)                          |
| AFSOUTH       | Italien                | IPFZ – Pietra Ficcata                    | icf – Pietra Ficcata                         | 40° 34′ 4,9″ N, 16° 19′ 21,3″ O                   | 586 m s.l.m.  | unbekannt | 2R(Radio Line)                          |
| AFSOUTH       | Italien                | IAMZ – Martina Franca                    | icw – Martina Franca                         | 40° 39′ 22,9″ N, 17° 17′ 21,1″ O                  | 496 m s.l.m.  | II        | 1R (Radio Line)                         |
| AFSOUTH       | Italien                | IMMZ – Catanzaro                         | ID – Catanzaro – Monte Mancuso               | 39° 1′ 9,1″ N, 16° 13′ 32″ O                      | 1319 m s.l.m. | II        | 3S(Scatter Line)                        |
| AFSOUTH       | Italien                | ICCZ – Monte Lauro                       | IDA – Monte Lauro – Cozzo tre Grotte         | 37° 6′ 52,1″ N, 14° 51′ 19″ O                     | 944 m s.l.m.  | I         | 1S + 1R(Scatter Line + Radio Line)      |
| AFSOUTH       | Malta                  | IDBZ - Malta – Gharghur                  | idb – Malta – Gharghur                       | 35° 55′ 50″ N, 14° 27′ 43,3″ O                    | 123 m s.l.m.  | unbekannt | 1R(Radio Line)                          |
| AFSOUTH       | Griechenland           | GKFZ – Kefallonia                        | GA – Kefallina                               | 38° 10′ 11,2″ N, 20° 37′ 8,5″ O                   | 1001 m        | II        | 1S (Scatter Line + Radio Line)          |
| AFSOUTH       | Griechenland           | GPKZ – Athens                            | GB – Athens – Pendelikon                     | 38° 4′ 50,5″ N, 23° 52′ 58,1″ O                   | 1038 m        | I         | 4S + 1R (Scatter Line + Radio Line)     |
| AFSOUTH       | Griechenland           | GATZ – Athens Tail                       | gba – Athens Tail – Cholargos                | unbekannt                                         | unbekannt     | Ia        | 1R (Radio Line)                         |
| AFSOUTH       | Griechenland           | GZIZ – Ziros                             | GBZ – Crete – Ziros                          | 35° 3′ 53,5″ N, 26° 9′ 14,2″ O                    | 786 m         | III       | 1S (Scatter Line)                       |
| AFSOUTH       | Griechenland           | GPIZ – Phillon                           | GBY – Larissa – Phillon                      | 39° 25′ 22,8″ N, 23° 3′ 11,5″ O                   | 1513 m        | I         | 3S + 1R(Scatter Line + Radio Line)      |
| AFSOUTH       | Griechenland           | GASZ – Larissa Tail                      | gbx – Larissa Tail – Aya Street              | unbekannt                                         | unbekannt     | Ib        | 1R (Radio Line)                         |
| AFSOUTH       | Griechenland           | GVIZ – Vitzi                             | GBW – Vitsi                                  | 40° 38′ 43,3″ N, 21° 23′ 11,1″ O                  | 2009 m        | III       | 1S (Scatter Line)                       |
| AFSOUTH       | Griechenland           | GISZ – Ismaros                           | GBV – Ismaros                                | 40° 53′ 34,7″ N, 25° 32′ 56,1″ O                  | 612 m         | III       | 1S(Scatter Line)                        |
| AFSOUTH       | Türkei                 | TBPZ – Izmir – Bespnar Tepes             | TA – Izmir – Bespinar Tepes                  | 38° 18′ 48,7″ N, 27° 1′ 29,9″ O                   | 964 m         | II        | 2S + 1R (Scatter Line + Radio Line)     |
| AFSOUTH       | Türkei                 | TIZZ – Izmir Tail                        | taa – Izmir Tail                             | unbekannt, evtl. 38° 23′ 46,1″ N, 27° 8′ 13,2″ O  | 75 m          | Ib        | 1R(Radio Line)                          |
| AFSOUTH       | Türkei                 | TKUZ – Eskisehir                         | TB – Eskisehir – Kutahya Dagi                | 39° 25′ 3,2″ N, 29° 51′ 19,1″ O                   | 1820 m        | II        | 3S + 1R(Scatter Line + Radio Line)      |
| AFSOUTH       | Türkei                 | TESZ – Eskirsehir Tail                   | tba – Eskirsehir Tail                        | unbekannt                                         | unbekannt     | II        | 1R(Radio Line)                          |
| AFSOUTH       | Türkei                 | TKYZ – Amasra                            | TBZ – Amasra – Kuskaya Tebes                 | 41° 42′ 52,9″ N, 32° 22′ 6″ O                     | 375 m         | III       | 1S(Scatter Line)                        |
| AFSOUTH       | Türkei                 | TEDZ – Ankara – Elan Dagi                | TC – Ankara                                  | 39° 48′ 20,6″ N, 32° 59′ 32,3″ O                  | 1856 m        | II        | 1S + 1R(Scatter Line + Radio Line)      |
| AFSOUTH       | Türkei                 | TANZ – Ankara Tail                       | tca – Ankara Tail                            | unbekannt                                         | unbekannt     | unbekannt | 1R(Radio Line)                          |
| AFSOUTH       | Türkei                 | TKJZ – Merzifon                          | TCK – Merzifon – Kocayanusbasi Tepsi         | unbekannt                                         | unbekannt     | II        | 2S (Scatter Line)                       |
| AFSOUTH       | Türkei                 | TPEZ – Persembe                          | TCW – Persembe                               | unbekannt                                         | unbekannt     | III       | 2S (Scatter Line)                       |
| AFSOUTH       | Türkei                 | TPAZ – Pazar                             | TCV – Pazar                                  | unbekannt                                         | unbekannt     | III       | 1S (Scatter Line)                       |
| AFSOUTH       | Türkei                 | TPIZ – Pinarbasi                         | TD – Sivas – Pinarbasi                       | 38° 40′ 39,1″ N, 36° 24′ 12,9″ O                  | 2285 m        | II        | 3S (Scatter Line)                       |
| AFSOUTH       | Türkei                 | TDDZ – Adana                             | TG – Adana – Davudi Dagi                     | 36° 49′ 39,4″ N, 35° 38′ 18,7″ O                  | 515 m         | unbekannt | 2S + 1R (Scatter + Radio Line)          |
| AFSOUTH       | Türkei                 | TADZ – Adana Tail                        | tga – Adana Tail                             | unbekannt, evtl. 36° 59′ 40,7″ N, 35° 23′ 45,4″ O | 45 m          | o.A       | 1R (Radio Line)                         |
| AFSOUTH       | Türkei                 | TDIZ – Dyarbakir                         | TE – Dyarbakir – Karaca Dagi                 | unbekannt, evtl. 37° 42′ 43,2″ N, 39° 49′ 42,8″ O | 1946 m        | II        | 1S + 2R (Scatter Line + Radio Line)     |
| AFSOUTH       | Türkei                 | TDEZ – Dyarbakir Tail                    | tea – Dyarbakir Tail                         | unbekannt                                         | unbekannt     | II        | 1R (Radio Line)                         |
| AFSOUTH       | Türkei                 | TMAZ – Mardin                            | tf – Mardin                                  | unbekannt, evtl. 37° 19′ 3,1″ N, 40° 44′ 39,8″ O  | 1194 m        | o.A       | 1R (Radio Line)                         |
| AFSOUTH       | Türkei                 | TKJZ – Merzifon                          | TVK – Merzifon – Kocayanusbasi Tepsi         | 40° 57′ 9,4″ N, 35° 23′ 4,6″ O                    | 1908 m        | unbekannt | 2S (Scatter Line)                       |
| AFSOUTH       | Türkei                 | JCGZ – Cavo Greko                        | TCZ – Cap Greco                              | 36° 58′ 0,9″ N, 34° 4′ 11,4″ O                    | 62 m          | unbekannt | 1S (Scatter Line)                       |